# The Free World
The Free World és una pel·lícula dramàtica estatunidenca de 2016 dirigida per Jason Lew. Es va projectar a la secció de Competició Dramàtica dels Estats Units al Festival de Cinema de Sundance 2016. S'ha doblat i subtitulat al català.

## Repartiment
- Boyd Holbrook com a Martin "Mohamed" Lundy
- Elisabeth Moss com a Doris Lamb
- Octavia Spencer com a Linda Workman
- Sung Kang com el detectiu Shin
- Sue-Lynn Ansari com la cambrera del menjador
- James Moses Black com l'oficial Smith